# Jenny Gertz
Jenny Gertz (* 11. Dezember 1891 in Charlottenburg; † 13. September 1966 in Halle/Saale) war eine deutsche Tanzpädagogin, „Visionärin des freien Kinder- und Jugendtanzes“ mit Wirkungsstätten in Hamburg und Halle (Saale). Das von ihr gegründete „Haus der Tänzer“ in Halle war weit über ihren Wirkungskreis hinaus bekannt.

## Leben

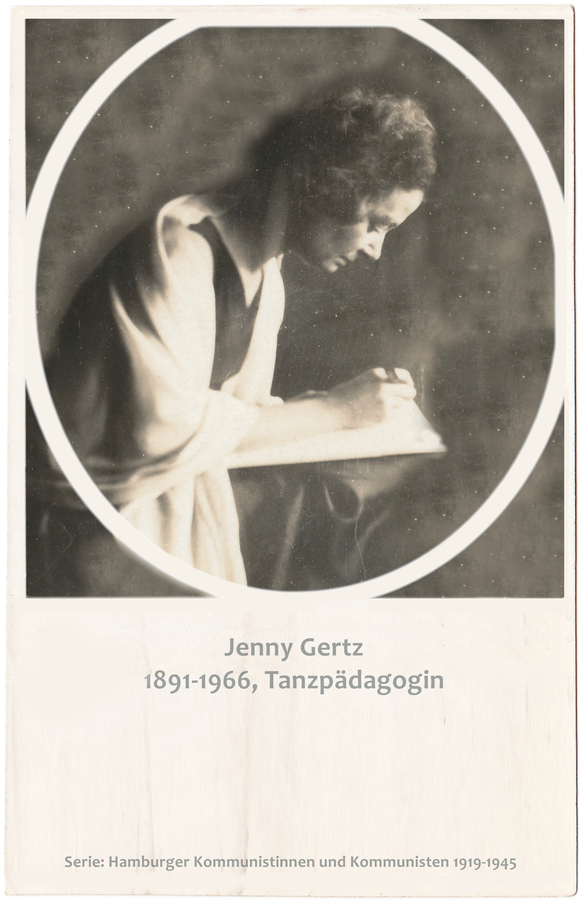

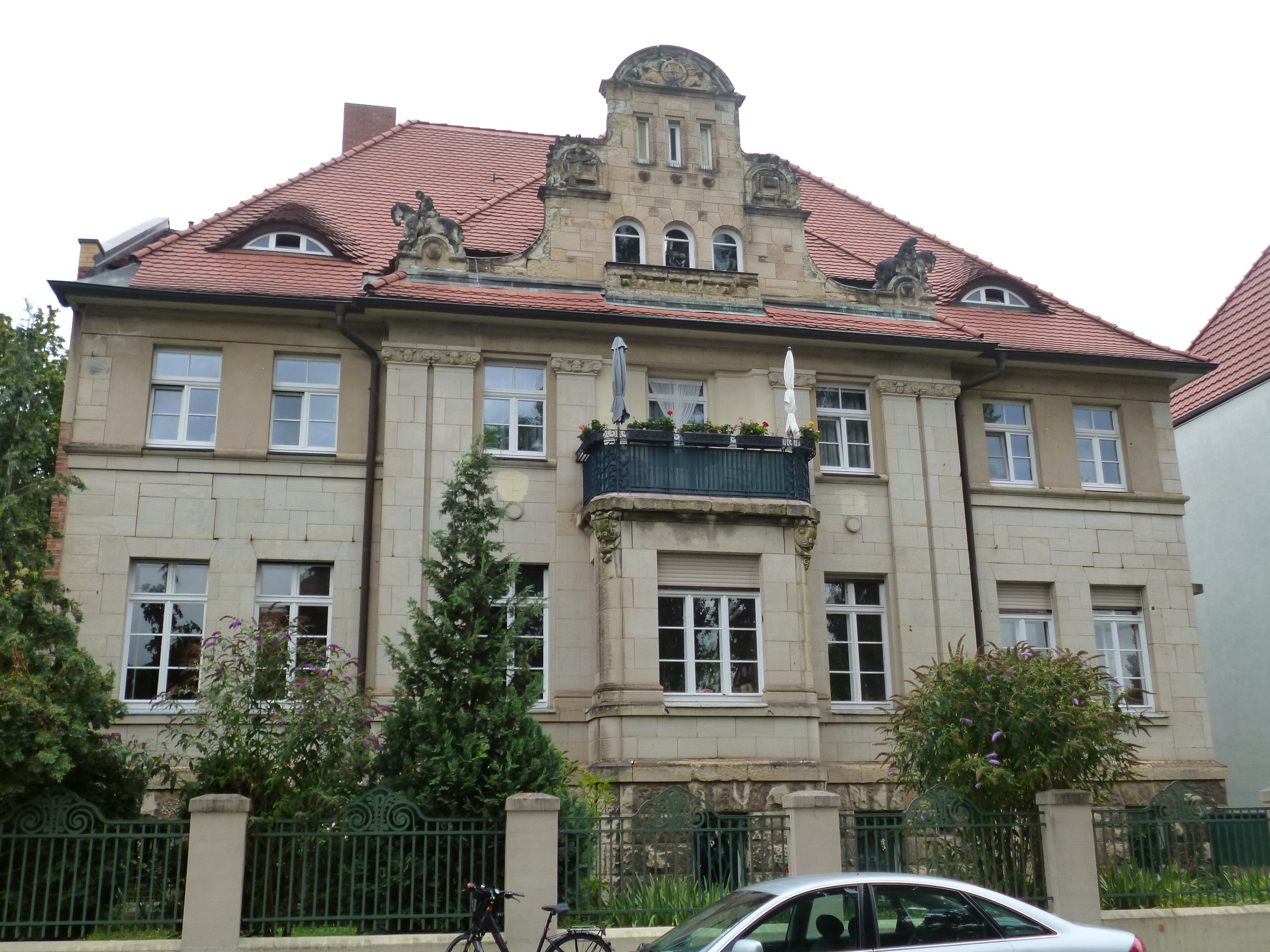
Halle Barbarastraße 11 – Haus der Tänzer von 1932 bis 1933

Jenny Gertz wurde als Tochter eines wohlhabenden Buchdruckereibesitzers geboren, der ihr einen gehobenen Lebensstil mit Hauslehrer, Sommerhaus auf Rügen, Segeljacht und dem Besuch eines Mädcheninternats in England bieten konnte. Sie wandte sich aber früh von diesem privilegierten Leben ab. Nach einer Ausbildung zur Volksschullehrerin ging sie nach Hamburg und wurde Pazifistin, nahm Kontakt zur KPD, zu Freidenkern, zur Frauenliga für Frieden und Freiheit und zur Wandervogelbewegung auf. Der Kontakt zu Rudolf von Laban, dem bekannten Tanztheoretiker, veränderte ihr Leben. Gertz wurde seine Schülerin. Laban hatte 1922 in Hamburg die „Tanzbühne Laban“ und im Jahr darauf die „Tanzschule Laban“ am Schwanenwik gegründet. Die Schule befand sich in den Räumen des heutigen Literaturhauses. Jenny Gertz arbeitete in den 1920er Jahren in Hamburg und ab 1927 in Halle/Saale vor allem mit proletarischen Kindern und Jugendlichen. Nachweisbar sind erste Tanz- und Bewegungskurse für Hamburger Arbeiterkinder ab 1919, die auf die proletarische Jugendweihe vorbereitet wurden. Später gab sie in Hamburger Volksheimen Kurse für Arbeiterkinder mit von ihr entworfenen Tanz- und Bewegungsspielen, um bei den Kindern – so ihr Konzept – tradierte und ritualisierte Tanzformen zugunsten autonomer und kreativer Formen zu überwinden. 1927 ging sie nach Halle/Saale und rief dort Laienbewegungschöre für Kinder, Jugendliche und Erwachsene ins Leben. Sie gründete 1932 das europaweit einzigartige „Haus der Tänzer“ in der Barbarastraße 11 und gilt seither als „Visionärin des freien Kinder- und Jugendtanzes“ der 1920er Jahre. Sie entwickelte dort für Jugendliche aus Arbeiterfamilien neue Tanzspiele und führte mit ihren Schülerinnen und Schülern deutschlandweit Tanzstücke auf, die als moderne Arbeiterkultur und neue proletarische Festkultur gefeiert wurden. Auch nach ihrem Weggang nach Halle gab sie weiterhin Kurse in Hamburg.
Jenny Gertz war KPD-Mitglied und stellte einige ihrer Projekte der Tanzkunst und Chortätigkeit in den Dienst der politischen Aufklärung und Agitation. Zum 10. Jahrestag der Oktoberrevolution in Russland brachte sie 1927 ein „Revolutionsspiel“ zur Aufführung. Als sie 1933 verhaftet und ihre Schule von der Gestapo geschlossen wurde, floh sie 1934 nach Prag und emigrierte 1939 weiter nach England, wo sie ihre Lehrtätigkeit im Kindertanz fortsetzen konnte. 1947 kehrte sie nach Halle zurück und nahm ihre Tätigkeit als Tanzpädagogin im städtischen Kinderclub wieder auf. In den Räumen der Franckeschen Stiftungen betreute sie bis zu 400 Kinder. 1953 kündigte sie, weil sie sich in der DDR der 1950er Jahre mit fremder Einflussnahme und Unverständnis für ihre Methode konfrontiert sah. 1966 starb sie nach langer Krankheit.
Der Nachlass von Jenny Gertz befindet sich in der Universitätsbibliothek (Sondersammlungen) der Universität Leipzig.

## Werk
Jenny Gertz' Vermächtnis ist eine außergewöhnliche tanzpädagogische Unterrichtsmethode für Kinder, die jenseits von Übungsabfolgen für Erwachsene verpackt in Kindergeschichten Kinder und Jugendliche im Tanz unterrichtete – sie war eine Pionierin der Tanzpädagogik für Kinder und des Kindertanzes.
Sie hatte es sich zur Lebensaufgabe gemacht, durch den Tanz Kinder zu selbstbestimmten, kritisch denkenden, kreativen und freien Wesen zu entwickeln. Über 100 Jahre später ist ihre Methodik und Didaktik sowohl für den Tanzunterricht als auch für die Pädagogik weiterhin aktuell.

## Veröffentlichungen
- Tanz und Kind, in: Die Schönheit. Mit Bildern geschmückte Zeitschrift für Kunst und Leben, Heft 2, 1926, S. 49–61
- Kinderbewegungschor, in: Der Leib. Beiblatt der Urania für Körperkultur und gesundes Leben, Heft 3, 1929, S. 93–96

## Nachweise
1. ↑  handschriftlicher Lebenslauf von Jenny Gertz, Sondersammlungen der Universität Leipzig
2. ↑  Stadtgeschichte Halle Jenny Gertz
3. ↑  Stadtgeschichte Halle Jenny Gertz
4. ↑  Geschichte der Volksheime
5. ↑  hei-wu: Jenny Gertz. Visionärin des freien Kinder- und Jugendtanzes im Halle der 20er Jahre. In: HalleSpektrum.de – Onlinemagazin aus Halle (Saale). 16. Mai 2019, abgerufen am 14. Juni 2023.
6. ↑  Jenny Gertz (1891–1966) – eine Tanzpädagogin und Aktivistin zwischen den Systemen. In: www.kulturfalter.de. Abgerufen am 24. Oktober 2023.
7. ↑  Tanzarchiv Universitätsbibliothek Leipzig

| Personendaten    | Personendaten                         |
| ---------------- | ------------------------------------- |
| NAME             | Gertz, Jenny                          |
| KURZBESCHREIBUNG | sozialistische deutsche Tanzpädagogin |
| GEBURTSDATUM     | 11. Dezember 1891                     |
| GEBURTSORT       | Berlin                                |
| STERBEDATUM      | 13. September 1966                    |
| STERBEORT        | Halle/Saale                           |